# サロマ湖100キロウルトラマラソン
サロマ湖100kmウルトラマラソン（さろまこひゃっキロウルトラマラソン）とは、毎年6月下旬に北海道サロマ湖の周辺の北見市および佐呂間町、湧別町で開催されるウルトラマラソン大会である。

## 概要
- 国内のウルトラマラソンの中では、比較的コースが平坦で走りやすい。また、道北部は梅雨がないため気候も良い。
- 世界陸連および国際ウルトラランナーズ協会(IAU)が公認しており、100キロメートルの世界記録が男女ともこの大会から出ていることで有名。
- IAU100km世界選手権の国内代表選考会となっている。

主催者
- 北海道陸上競技協会
- 北見市
- 湧別町
- 佐呂間町
- 北海道新聞社

後援
- 国際ウルトラランナーズ協会（IAU）
- 日本陸上競技連盟
- 北海道
- 北海道教育委員会
- 北海道スポーツ協会
- 北海道観光振興機構
- NHK北見放送局
- 開催町スポーツ（体育）協会
- 開催町観光協会
- 北海道市町村振興協会

支援
- 陸上自衛隊美幌駐屯地

## サロマンブルー
100kmの部を10回以上完走した（連続でなくともよい）参加者には、「サロマンブルー」という称号が与えられる。これは、「フィニッシュ地点の北見市常呂町スポーツセンターに名前が刻印される」「次年度以降に参加する場合は、ナンバーカード（ゼッケン）がメンバー専用のブルー地になる」といった特典が含まれる。
さらに、2007年大会より、サロマンブルーの次のステップとして、20回以上の完走者に「グランドブルー」という新たな称号を設置している。

## 種目
- 登記、登録競技者の部（100km）
- 一般の部（100km、50km）

## 制限
【100kmの部】13時間 【50kmの部】8時間
- 一定の距離ごとに関門があり、所定の時刻までに到達しなければ、競技の中止が命じられる。
- 各関門の打切り時刻を過ぎた選手、およびレースの中止を命じられた選手はゼッケンを取り外さなければならない。

## 歴代優勝者
-数字- は優勝回数、 記録 は2024年現在の世界記録、 記録 は当時の大会記録。
|    | 開催日        | 男子選手                   | 記録          | 女子選手               | 記録          |
| -- | ------------- | -------------------------- | ------------- | ---------------------- | ------------- |
| 01 | 1986年9月14日 | 丹代政俊 (JPN)             | 7時間49分17秒 |                        |               |
| 02 | 1987年7月5日  | 井上浩司 (JPN)             | 6時間52分14秒 | 鈴木隆子 (JPN)         | 9時間24分10秒 |
| 03 | 1988年7月3日  | 柏原敏郎 (JPN)             | 7時間06分35秒 | 鈴木隆子 (JPN) -2-     | 8時間40分07秒 |
| 04 | 1989年7月2日  | 柏原敏郎 (JPN) -2-         | 6時間52分41秒 | 鈴木隆子 (JPN) -3-     | 8時間37分13秒 |
| 05 | 1990年7月4日  | 柏原敏郎 (JPN) -3-         | 6時間52分33秒 | 鈴木隆子 (JPN) -4-     | 8時間47分09秒 |
| 06 | 1991年7月7日  | 小島成久 (JPN)             | 6時間37分44秒 | 遠藤栄子 (JPN)         | 8時間28分23秒 |
| 07 | 1992年7月5日  | 小島成久 (JPN) -2-         | 6時間36分34秒 | 遠藤栄子 (JPN) -2-     | 8時間17分01秒 |
| 08 | 1993年6月27日 | 柏原敏郎 (JPN) -4-         | 6時間43分14秒 | 遠藤栄子 (JPN) -3-     | 8時間22分25秒 |
| 09 | 1994年6月26日 | A.ヴォルジン (RUS)         | 6時間22分43秒 | V.シャトヤエヴァ (RUS) | 7時間34分58秒 |
| 10 | 1995年6月25日 | 近藤公成 (JPN)             | 6時間26分23秒 | M.モーガン (AUS)       | 7時間49分40秒 |
| 11 | 1996年6月23日 | P.マック (GBR)             | 6時間56分13秒 | 川口紀子 (JPN)         | 7時間11分42秒 |
| 12 | 1997年6月22日 | 三上靖文 (JPN)             | 6時間24分56秒 | 広沢玲子 (JPN)         | 8時間19分48秒 |
| 13 | 1998年6月21日 | 砂田貴裕 (JPN)             | 6時間13分33秒 | 小山昌子 (JPN)         | 8時間21分26秒 |
| 14 | 1999年6月20日 | 三上靖文 (JPN) -2-         | 6時間22分08秒 | 関谷彰子 (JPN)         | 8時間03分44秒 |
| 15 | 2000年6月25日 | 三上靖文 (JPN) -3-         | 6時間27分13秒 | 安部友恵 (JPN)         | 6時間33分11秒 |
| 16 | 2001年6月24日 | 三上靖文 (JPN) -4-         | 6時間38分50秒 | 櫻井教美 (JPN)         | 8時間00分41秒 |
| 17 | 2002年6月30日 | 三上靖文 (JPN) -5-         | 6時間48分07秒 | 堀田麻樹子 (JPN)       | 7時間30分23秒 |
| 18 | 2003年6月29日 | 小林義明 (JPN)             | 6時間38分06秒 | 櫻井教美 (JPN) -2-     | 7時間20分02秒 |
| 19 | 2004年6月27日 | 佐々勤 (JPN)               | 6時間23分00秒 | 堀田麻樹子 (JPN) -2-   | 7時間38分31秒 |
| 20 | 2005年6月26日 | 吉田雅広 (JPN)             | 6時間49分04秒 | 岩崎栄美 (JPN)         | 8時間03分49秒 |
| 21 | 2006年6月25日 | 小林義明 (JPN) -2-         | 6時間49分15秒 | 翔ひろ子 (JPN)         | 7時間40分30秒 |
| 22 | 2007年6月24日 | 渡邊真一 (JPN)             | 6時間29分57秒 | 櫻井教美 (JPN) -3-     | 7時間16分23秒 |
| 23 | 2008年6月22日 | 高橋雅一 (JPN)             | 6時間42分05秒 | 翔ひろ子 (JPN) -2-     | 7時間38分04秒 |
| 24 | 2009年6月28日 | 能城秀雄 (JPN)             | 6時間36分33秒 | 岩崎栄美 (JPN) -2-     | 8時間09分36秒 |
| 25 | 2010年6月27日 | エリック・ワイナイナ (KEN) | 6時間39分52秒 | 松下栄美 (JPN)         | 7時間49分31秒 |
| 26 | 2011年6月26日 | 長谷川清勝 (JPN)           | 6時間31分06秒 | 落合尚美 (JPN)         | 7時間54分08秒 |
| 27 | 2012年6月24日 | 原良和 (JPN)               | 6時間33分32秒 | 片山志保 (JPN)         | 7時間33分38秒 |
| 28 | 2013年6月30日 | 能城秀雄 (JPN) -2-         | 6時間37分16秒 | 藤澤舞 (JPN)           | 8時間10分39秒 |
| 29 | 2014年6月29日 | 能城秀雄 (JPN) -3-         | 6時間40分15秒 | 望月千幸 (JPN)         | 7時間55分09秒 |
| 30 | 2015年6月28日 | 原良和 (JPN) -2-           | 6時間35分49秒 | 望月千幸 (JPN) -2-     | 7時間36分39秒 |
| 31 | 2016年6月26日 | 板垣辰矢 (JPN)             | 6時間37分05秒 | 藤沢舞 (JPN) -2-       | 7時間42分48秒 |
| 32 | 2017年6月25日 | 板垣辰矢 (JPN) -2-         | 6時間14分18秒 | 加納由理 (JPN)         | 7時間37分21秒 |
| 33 | 2018年6月24日 | 風見尚 (JPN)               | 6時間09分14秒 | 藤沢舞 (JPN) -3-       | 7時間37分56秒 |
| 34 | 2019年6月30日 | 板垣辰矢 (JPN) -3-         | 6時間25分52秒 | 藤沢舞 (JPN) -4-       | 7時間32分50秒 |
| 35 | 中止          |                            |               |                        |               |
| 36 | 中止          |                            |               |                        |               |
| 37 | 中止          |                            |               |                        |               |
| 38 | 2023年6月25日 | 山口純平 (JPN)             | 6時間06分08秒 | 太田美紀子 (JPN)       | 7時間28分42秒 |
| 39 | 2024年6月30日 | 山口純平 (JPN) -2-         | 6時間10分04秒 | 太田美紀子 (JPN) -2-   | 7時間45分12秒 |

## その他
- 山崎勇喜など競歩選手が、調整の一環、若しくは強化策の一環としてこのレースの完歩を果たしている。
- かつて、間寛平や太平サブロー、村上春樹が挑戦して完走したことがある。
- 『ごきげん!ブランニュ』で月亭八光が「サロ光」と呼ばれているのは、このレースに由来する。八光はこのレースを完走するまで「サロ光」と呼ばれ続けることになっている。過去に太平サブローが挑戦したのもこの番組の企画である。